# Puquio
Cet article concerne la ville. Pour les aqueducs souterrains, voir Puquios.
Puquio (du quechua « Pukyu », en français « source d'eau ») est une ville du centre du Pérou, capitale de la province (provincia) de Lucanas en région (departamento) d'Ayacucho.

## Histoire
Le nom de la ville apparaît pour la première fois dans les écrits en 1737, année de construction de son église principale.